# Gomphia lutambensis
Gomphia lutambensis là một loài thực vật có hoa trong họ Ochnaceae. Loài này được (Sleumer) Verdc. mô tả khoa học đầu tiên năm 2005.